# Saison 6 de Black Mirror
Chronologie
Saison 5 de Black Mirror Saison 7 de Black Mirror

Cet article présente les épisodes de la sixième saison de la série télévisée britannique Black Mirror.

## Saison 6 (2023)

### Épisode 1:Joan est horrible
- France : juin 2023 sur Netflix

- Annie Murphy (VF : Marie Tirmont) : Joan Tait / elle-même
- Salma Hayek (VF : Déborah Perret) : elle-même
- Michael Cera (VF : Hervé Grull) : l'informaticien / lui-même
- Himesh Patel (VF : Jhos Lican) : Krish
- Avi Nash : Krish
- Rob Delaney : Mac
- Ben Barnes (VF : Simon Larvaron) : lui-même
- Ayo Edebiri (VF : Justine Berger) : Sandy

Joan Tait est une jeune femme travaillant comme cheffe d'une équipe chez Sonicles mais rêvant d'ouvrir un café. Elle est fiancée à Krish, qu’elle aime mais trouve trop plat, surtout en comparaison avec Mac, son ex-compagnon avec qui elle avait une relation plus explosive, dans les bons comme dans les mauvais moments. 
Alors qu’elle vit une journée de travail normale, Joan est forcée par sa direction de renvoyer une employée qui travaillait à la conception d’un algorithme pour réduire les émissions de gaz à effet de serre de Sonicles. L’employée est outrée de la situation mais finit par faire ses cartons. 
En sortant du travail, Joan consulte sa psychologue, à qui elle fait part de sa lassitude dans sa relation avec Krish. La thérapeute évoque l’idée que Joan n’a pas encore complètement tourné la page de son couple avec Mac. De plus, ce dernier est en ville pour quelques jours et envoie plusieurs SMS à Joan, lui proposant de la voir. Joan finit par céder et retrouve Mac dans un bar pour « discuter ». Mais rapidement les deux anciens amants s’embrassent. Joan fait vite marche arrière et rentre retrouver son futur mari. Ils dînent ensemble devant la télévision et cherchent une série à regarder sur Streamberry (un service de streaming empruntant l’apparence de Netflix). Alors qu’ils cherchent un programme dans le catalogue, ils tombent sur « Joan est horrible » (« Joan is awful » en VO). Intrigués par le nom de la série et l’apparence, semblable à Joan, de l’actrice Salma Hayek qui joue le rôle principal de la série, le couple se lance dans le visionnage.
Joan est alors sous le choc : la série retrace le fil de sa journée avec une précision déconcertante. En effet, Salma Hayek et les autres personnages de la série représentent le quotidien de Joan, légèrement romancé pour la dépeindre en personnage détestable. Krish est ainsi surpris d’entendre, à travers la série, le discours que Joan tient sur lui en thérapie. Il apprend aussi que sa compagne a reçu des messages de son ex-compagnon et qu’elle l’a retrouvé et embrassé. Furieux, il quitte le domicile. 
Peu après, Joan réalise que la mise en abyme est complète puisque dans la série, Salma Hayek découvre une série qui reprend sa vie avec Cate Blanchett pour actrice principale. La chronologie de la série rattrape même celle de la réalité au fil de la soirée, Krish quittant le domicile en même temps que l’acteur qui joue son rôle dans la série.
Le lendemain, en arrivant au travail, Joan est surprise d’apprendre que tous les employés ont vu la série et la trouvent « horrible ». Elle est même renvoyée pour avoir rompu son accord de confidentialité puisque Salma Hayek a évoqué le non-respect des engagements environnementaux de Sonicles dans la série. 
Joan se rend alors immédiatement chez son avocate qui, à sa grande stupéfaction, lui apprend que Streamberry est dans son bon droit. En effet, Joan a accepté les conditions d’utilisation (sans les lire) à la création de son compte et ces dernières stipulaient la création de cette série. Les poursuites pour diffamation sont également exclues par les conditions d’utilisation qui prévoient que l’histoire puisse être romancée. Et même Salma Hayek n’est pas attaquable pour usurpation d’identité, puisqu’elle a vendu son image à Streamberry qui utilise des effets spéciaux et du deepfake. La série est ainsi réalisée en images numériques, ce qui explique la rapidité de production. Aucun recours légal n’est donc possible. 
Joan est désespérée et va chercher du réconfort auprès de Mac. Elle lui rend visite, l’embrasse et l’emmène dans le lit de sa chambre d’hôtel mais ce dernier ne parvient pas à avoir une érection puisqu’il redoute que leurs ébats soient retranscrits dans la série. 
Joan retourne voir la suite de la série qui relate sa nouvelle journée. Elle a alors une idée en revoyant la discussion avec son avocate. La magistrate avait ironiquement évoqué le fait que Streamberry pouvait représenter Salma Hayek faisant une fellation à un orang-outan mais que cela provoquerait certainement la colère de l’actrice. Joan décide donc d’effectuer une action ridicule qui sera répliquée dans la série, mettant Salma Hayek dans l’embarras. Elle mange de nombreux hamburgers puis prend des laxatifs et se rend, vêtue en cheerleader avec un pénis dessiné au rouge à lèvres sur le front, dans une église où est célébré un mariage. Elle défèque en plein milieu de l’allée centrale de l’église.
Finalement, Salma Hayek est bel et bien furieuse en voyant l’utilisation qui est faite de son image. Elle consulte son avocat mais Streamberry avait prévu cette éventualité et l’actrice est prise au piège tout comme Joan. Salma Hayek se rend alors au domicile de Joan pour discuter. Les deux femmes se sentant dupées, elles mettent en place un nouveau plan visant à détruire l’ordinateur quantique qui crée les images de la série. L’appareil est situé à proximité du bureau de Mona Javadi, la PDG de Streamberry. 
Salma Hayek parvient aisément à rentrer dans les locaux de Streamberry et ouvre une porte dérobée à Joan. Alors qu’elles arrivent dans le bureau de Mona, elles la surprennent en pleine interview. Mona explique que « Joan est horrible » n’est qu’un test et qu’une série de ce type est prévue pour les 800 millions d’utilisateurs de Streamberry. Joan et Salma continuent leur chemin et trouvent l’ordinateur quantique, gardé par un informaticien. Lorsqu’elles entrent dans la pièce, Salma maîtrise l’informaticien mais Joan remarque vite que « Joan est horrible » est diffusé sur ses écrans avec son visage (pas celui de Salma ni de Cate Blanchett). L’informaticien lui explique alors qu’elle n’est « qu’une Joan », qu’elle est la version de Joan que la variante au-dessous d’elle voit quand elle regarde la série. La Joan qu’on suit depuis le début n’est en fait qu’un double numérique d’Annie Murphy (le véritable nom de l’actrice qu'on suit depuis le départ) qui est basée sur la « Joan source ». La « Joan source » voit donc Annie Murphy lorsqu’elle regarde sa série qui voit elle-même Salma Hayek qui voit elle-même Cate Blanchett. Annie est donc dans le « niveau fictif numéro 1 ». 
Les explications compliquées de l’informaticien poussent Annie à l’assommer. Alors qu’elle est sur le point de détruire la machine, Mona arrive dans la pièce et l’implore de ne pas y toucher. Elle tente de la faire culpabiliser en lui disant que si elle détruit l’ordinateur, les milliards de personnes simulées dans les niveaux supérieurs, et qui pensent être réellement en vie, mourront. Annie ne se laisse pas influencer et comprend que, si elle est dans cette pièce, la « Joan source » y a déjà été et que ses actes ont déjà eu lieu dans le niveau inférieur. 
Annie détruit alors la machine et on se retrouve ainsi au niveau inférieur avec la Joan source qui détruit la machine sous les yeux d’Annie (qui a le rôle de Salma Hayek dans ce niveau inférieur).

### Épisode 2:Loch Henry
- France : juin 2023 sur Netflix

- Samuel Blenkin (VF : Arnaud Laurent) : Davis
- Myha'la Herrold (VF : Youna Noiret) : Pia
- Daniel Portman (VF : Benjamin Gasquet) : Stuart
- John Hannah (VF : Arnaud Bedouët) : Richard
- Monica Dolan (VF : Blanche Ravalec) : Janet

Davis McCardle est un jeune étudiant en cinéma écossais. Il rend visite à sa mère Janet, qui vit seule dans un petit village de campagne depuis le décès du père de Davis, Kenneth, policier de son vivant. Lors de sa visite, Davis en profite pour présenter sa petite-amie, Pia, à sa mère. Elle est afro-américaine et étudiante dans la même classe que lui. La rencontre ne se passe pas très bien, Pia enchainant les maladresses et Janet ayant quelques préjugés. 
Le lendemain, alors que Davis fait découvrir la belle région à Pia et notamment le Loch Henry, elle est étonnée de voir que ce coin paradisiaque est désert et qu’aucun touriste n’a envahi les lieux. Elle obtient une réponse chez Stuart King, un vieil ami de Davis qui travaille dans le dernier pub encore ouvert du village, qui appartient à son père Richard. En effet, Davis n’a jamais parlé à Pia de Iain Adair, un jeune fermier que tout le monde pensait calme et qui s’est révélé être un assassin qui torturait ses victimes. Pia est très intriguée et Davis se lance donc dans le récit de cette histoire. 
En 1997, alors que les touristes étaient encore nombreux dans son village, un couple s’y rend pour profiter de sa lune de miel ; cependant, ils se volatilisent, et sont portés disparus. Kenneth est chargé de mener les recherches mais sans succès. Le décès de la princesse Diana finira par désintéresser les médias de ce fait divers – jusqu’à ce qu’un soir, Iain Adair s'enivre dans le pub de Richard. Jeté dehors par le patron, il menace de revenir avec une arme. Richard, inquiet, demande donc à Kenneth d’aller voir Iain pour le calmer. Sur place, le policier frappe à la porte mais Iain le surprend en lui tirant dessus d’une fenêtre. Kenneth parvient à appeler du renfort mais à leur arrivée, Iain a tué ses parents et s’est suicidé (commettant un « farmicide » selon les mots de Stuart). La police fouille donc le domicile et découvre une pièce cachée au sous-sol qui renferme une véritable salle de torture. Iain enlevait des touristes, les torturait, les violait et brûlait leur cadavre dans les champs. Personne ne se doutait de rien car de nombreux accidents pouvaient se produire dans la région. Blessé, Kenneth est conduit à l’hôpital mais, lors de sa convalescence, il attrape un staphylocoque qui finit par le tuer. Janet attribue donc la mort de son mari à Iain. Depuis cette histoire, les touristes fuient la région. 
Pia est sous le choc après ces révélations mais est très curieuse ; elle convainc Davis de centrer leur documentaire sur cette affaire, surtout depuis le succès récent des séries de serial killers sur Netflix. Davis est très réticent et craint la réaction de sa mère mais Pia insiste. Stuart trouve l’idée excellente puisqu’elle pourrait faire de la publicité pour le village. Davis finit par accepter, pensant qu’il pourra ainsi rendre un hommage à l’histoire de son père. 
Stuart fournit des archives sur le meurtrier que sa mère avait conservé avant son décès, ce qui contrarie énormément son père qui semble dérangé à l’idée qu’un documentaire soit réalisé sur ce sujet. Pia et Davis commencent à tourner leur film : ils capturent de belles images de la région, rassemblent des images d’archives et interviewent Stuart et Janet – qui, contrairement aux craintes de Davis, semble approuver le projet. En tentant de convaincre de potentiels producteurs, Pia insiste sur le lien familial entre Davis et une des victimes de Iain, ce qui est très vendeur ; elle affirme qu’ils peuvent filmer le sous-sol et la salle de torture pour avoir du contenu inédit. 
Ils se rendent donc à la ferme inoccupée avec Stuart et y pénètrent par effraction ; ils y découvrent un sous-sol encore couvert de sang. Ils filment quelques scènes avec des vieilles cassettes de Janet pour donner un effet vieilli à leurs images. Alors que Davis conduit pour rentrer, ils ont un accident. Pia et Stuart ne sont que légèrement blessés et quittent l’hôpital le soir-même, alors que Davis doit rester une nuit en observation. Richard est également hospitalisé à la suite d'une chute dans les escaliers survenue plus tôt. En pleine nuit, il rend visite à Davis et lui recommande d’arrêter son tournage, car il a des révélations à lui faire. 
Parallèlement, Pia est rentrée seule avec Janet. Alors que Pia travaille sur le montage, elle visionne les cassettes et tombe sur des images enregistrées en 1997. On y voit Iain qui filme Kenneth et Janet dans son sous-sol avec le couple porté disparu. Les parents de Davis étaient en fait complices de Iain. 
Pia est terrorisée et ne parvient pas à appeler Davis par manque de réseau. Elle parvient tout de même à sortir de la maison pour s’éloigner de Janet. Voyant le comportement étrange de Pia, Janet monte et découvre la cassette. Elle parvient à la rattraper en voiture. Lors de sa fuite, Pia chute au bord d’un ruisseau, elle se cogne la tête et tombe, morte, dans le cours d’eau. Janet ne retrouvant pas la fugitive, elle rentre chez elle, rassemble les preuves qui l’accablent et se suicide.
Quelques semaines plus tard, Davis est interviewé dans le cadre d’un documentaire diffusé sur Streamberry, qui retrace les évènements survenus lors du tournage de son propre documentaire. Richard est aussi interrogé et raconte qu’il avait des doutes sur Kenneth et Janet, depuis une expérience sexuelle borderline qu’il a partagé avec eux. En outre, le réel dénouement de l'affaire est révélé : c'est Kenneth qui a tué Iain et ses parents  afin de couvrir son rôle dans l'affaire. Il s'est ensuite blessé lui-même pour couvrir les soupçons.

### Épisode 3:Mon cœur pour la vie
- France : 15 juin 2023 sur Netflix

- Aaron Paul (VF : Alexandre Gillet) : Cliff
- Josh Hartnett (VF : Damien Boisseau) : David Ross
- Kate Mara (VF : Victoria Grosbois) : Lana Stanfield
- Auden Thornton (VF : Nathalie Bienaimé) : Jessica Ross
- Rory Culkin (VF : Gauthier Battoue) : Kappa

David Ross est un heureux père de famille qui vit avec sa femme Jessica et leurs deux enfants en Californie. Contrairement à Cliff Stanfield, dont la relation amoureuse avec Lana semble battre de l’aile, surtout depuis leur déménagement à la campagne dans les alentours de Boston. Ils ont un fils nommé Henry. 
En réalité, David et Cliff ne sont pas de vrais humains, ils sont astronautes et leur véritable corps se situe dans l’Espace. Leur mission est censée durer 6 ans et ils sont déjà partis depuis 2 ans. Des doublures robotiques, nommés « répliques », vivent sur Terre avec leur famille. Lorsqu’ils sont endormis dans leur vaisseau spatial, ils sont conscients sur Terre et une machine permet à leur conscience de regagner leur corps dans l’Espace dès qu’ils en ont l’ordre via une montre connectée. 
Une nuit, alors qu’il est de retour dans sa réplique après une mission, David surprend des intrus dans sa maison. Il descend avec une batte de baseball mais les criminels le maîtrisent. Ils lui coupent la main, étant curieux de la composition de son corps. Ils font partie d’une sorte de secte de fanatiques hippies dont chacun des membres porte le nom d’une lettre de l’alphabet grec (le meneur étant Kappa) et qui estime que la technologie utilisée par David et Cliff est contre-nature et que leur famille est complice de leurs abominations. David est bâillonné et forcé de regarder Kappa et ses complices assassiner sa femme et ses enfants. Sa réplique est ensuite brûlée par les tueurs avant qu’ils ne se rendent à la police. 
David n’a donc plus accès à la Terre et est bloqué sur le vaisseau pour les quatre années de mission restantes, il est impossible de créer une nouvelle réplique de David sans sa présence sur Terre. 
Cliff tente de lui rendre visite mais David lui demande de le laisser tranquille. Lana est apeurée par la situation d’autant que David présente des attitudes suicidaires et se laisse dépérir. Sans lui, Cliff ne pourrait pas survivre dans l’espace. Lana suggère une idée à son mari : laisser, le temps d’une heure ou deux, sa réplique à David pour qu’il puisse revenir sur Terre se changer les idées. 
David accepte la proposition et emprunte la réplique de Cliff. Lana l’accueille et l’emmène pour une promenade en forêt. Alors qu’ils s’arrêtent dans une clairière, David fond en larmes. Lana le prend dans ses bras pour le réconforter. 
De retour dans l’Espace, David remercie Cliff et lui rend sa réplique. Cette expérience a profondément marqué David qui parvient à dessiner la maison de Cliff de mémoire. Le dessin semble être comme une thérapie pour lui. 
Lorsqu’ils se retrouvent pour leurs exercices physiques la semaine suivante, David montre son dessin à Cliff qui est impressionné. David suggère l’idée de lui emprunter à nouveau sa réplique pour pouvoir faire un tableau de sa maison en guise de cadeau de remerciement à Cliff et sa famille. 
Cliff en discute d’abord avec sa femme et ils acceptent que David empruntent la réplique une heure par semaine, pendant que Cliff fait ses exercices physiques dans le vaisseau. 
Lana achète donc le matériel de peinture de David et lui installe un atelier dans la grange jouxtant la maison. 
Après plusieurs semaines, Lana et David semblent de plus en plus proches. Leur passion pour la lecture, la musique et la peinture leurs font autant de points communs et les visites de David semblent plus plaire à Lana que celles de son mari. David dessine même Lana de mémoire lorsqu’il est dans l’Espace. De même, Henry semble perturbé de voir le corps de son père prêté à un étranger. 
David prend de plus en plus ses aises dans la réplique de Cliff. Il lui emprunte sa voiture, sort en public faire les boutiques avec Lana et fait régulièrement attendre Cliff pour lui rendre sa place. Il danse même avec Lana sur la chanson La Mer de Charles Trenet que Jessica appréciait beaucoup. 
Alors que David tente d’embrasser Lana et lui fait des avances sexuelles, elle le repousse sous les yeux d’Henry qui détériore le tableau de David en guise de vengeance. David frappe Henry pour le corriger et Lana lui demande de partir. 
Quand Cliff retrouve sa femme, elle ne mentionne pas le rapprochement avec David mais seulement sa dispute avec Henry. Cliff défend son collègue, estimant lui-même qu’Henry est un enfant difficile qui mérite parfois d’être corrigé. Cliff convainc Lana de laisser David revenir une ou deux fois pour qu’il répare les dégâts faits à son tableau. 
Alors que David retourne sur Terre, Lana emmène Henry en sortie pour ne pas le voir. Pendant ce temps, Cliff ne peut pas s’entrainer car le tapis de course est en panne. Il patiente donc le temps que sa réplique soit libre et parcours le vaisseau. Dans les affaires de David il trouve de nombreux dessins de Lana, sur lesquels elle est dénudée. 
De son côté, David termine son tableau et reçoit un appel d’urgence sur sa montre. Il retrouve Cliff qui le confronte. David s’explique tant bien que mal en disant qu’il s’agit d’un pur produit de son imagination mais Cliff le frappe. David continue en disant à Cliff qu’il ne réalise même pas qu’il a tout pour être heureux et que sa femme se sent délaissée et insatisfaite. Il trouve injuste d’avoir tout perdu quand son collègue ne réalise pas la chance qu’il a. 
Cliff finit par retourner sur Terre. Il est furieux et détruit le tableau de David. Il interroge ensuite Lana sur sa relation avec David et elle nie tout rapprochement. Elle avoue cependant se sentir seule quand Cliff est présent et estime qu’il n’est que l’ombre de lui-même. La présence de David a réveillé chez elle l’espoir de retrouver sa relation avec son mari. 
Sur le vaisseau spatial, l’ambiance est pesante. David demande à Cliff d’accéder une dernière fois à sa réplique pour pouvoir s’excuser en personne auprès de Lana mais Cliff rétorque que sa femme refuse de le revoir et part la retrouver. 
David lui envoie alors un appel de détresse, il prétend qu’un tuyau de refroidissement a été endommagé et nécessite une réparation qui ne peut être effectuée qu’en sortie extra-véhiculaire. 
Cliff étant le mécanicien du duo et David étant l’informaticien et ingénieur, c’est Cliff qui devra réaliser la sortie pendant que David le guide de l’intérieur. David aide Cliff à s’équiper et récupère au passage ses affaires, dont son badge qui lui permet d’accéder à la réplique. Cliff sort donc en combinaison mais constate que le tuyau de refroidissement est intact et que David ne répond pas à la radio. 

### Épisode 4:Mazey Day
- France : juin 2023 sur Netflix

- Zazie Beetz (VF : Fily Keita) : Bo
- Clara Rugaard (VF : Cerise Calixte) : Mazey Day
- Danny Ramirez (VF : Nessym Guetat) : Hector

Bo est paparazzi à Los Angeles. Elle photographie Justin Camley, une star de télévision, en train de sortir d’un motel avec un autre homme. Justin remarque la photographe et propose de la payer pour que ses photos ne soient pas divulguées mais Bo refuse. Elle part vendre ses clichés qui sont publiés et ruinent la carrière de Justin. Quelques jours plus tard, il est retrouvé mort à son domicile, il s’est pendu. 
Bo commence à prendre du recul sur son métier. Elle se sent coupable du suicide de Justin et est outrée de voir le comportement de ses confrères qui n’hésitent pas à agresser verbalement une star en espérant obtenir une réaction de sa part. 
Mazey Day est une actrice de renom, en plein tournage d’un nouveau film en République tchèque. Un soir, elle boit et prend des champignons hallucinogènes qu’un des membres de l’équipe du film lui a fournis. Après s’être blessé au doigt en ramassant un verre qu’elle a brisé, elle décide de prendre le volant pour aller acheter des cigarettes. 
Dans un état second et sous une pluie torrentielle, Mazey n’est pas attentive à la route et percute quelque chose ou quelqu’un. On la voit sortir du véhicule puis on la retrouve le lendemain matin en train de mettre en ordre l’appartement où elle réside. On ne sait pas si la chose qu’elle a percuté a survécu. 
Un chauffeur vient chercher Mazey pour l’emmener sur le plateau de tournage. Elle semble très perturbée par les évènements de la veille. En chemin, sa voiture doit emprunter une déviation. En effet, la police bloque la route puisqu’elle a trouvé un homme qu’ils pensent avoir été victime d’un accident avec délit de fuite. En arrivant dans sa loge, Mazey se saisit d’une boîte de Diazepam. 
Deux semaines plus tard, on retrouve Bo, qui apprend à la télévision que Mazey a quitté le tournage de son film sans prévenir et est portée disparue depuis. Bo vit en colocation avec Nathan, un grand angoissé, et travaille dans un café depuis qu’elle a arrêté de prendre des photos pour la presse people. 
Bo reçoit la visite d’Hector, un ancien collègue, sur son lieu de travail. Il vient pour lui demander son aide pour retrouver Mazey. Les rumeurs sont nombreuses et une photo de Mazey pourrait rapporter 30 000$. 
Bo fait mine de refuser mais appelle plus tard un informateur qui ne lui apprend pas grand chose. Mazey est bien rentrée aux États-Unis mais n’est pas chez elle et serait planquée quelque part. 
En effet, Mazey a été accueilli chez un certain « Monsieur G » qui lui prête sa luxueuse villa. 
Bo commence à enquêter, en lisant une ancienne interview de Mazey, elle trouve le nom de son restaurant favori. Elle s’y rend et apprend qu’une livreuse a vu Mazey la veille. Elle obtient ainsi l’adresse de Monsieur G, un producteur. Bo passe la nuit devant la maison. 
Pendant ce temps, Mazey fait des cauchemars sur l’accident. Elle revoit la scène et on comprend que la chose qu’elle a percuté était blessée mais vivante et qu’elle a pris la fuite sans lui porter secours. 
Le lendemain matin, une des employés de la maison retrouve Mazey ivre, en pleurs et un salon sens dessus-dessous. Elle fait venir le médecin de Mazey, Dmitri Babich. Ce dernier lui a trouvé un autre refuge, plus isolé pour qu’elle soit au calme. Bo voit alors une voiture quitter la maison. Elle la suit, pensant que Mazey est surement dedans. Le véhicule s’arrête sur le parking d’un diner après une longue route et un homme en sort. Bo sort son appareil photo mais l’homme vient vers elle et crève les pneus de sa voiture pour l’immobiliser. Il regagne son véhicule et repart. 
Bo est coincée au beau milieu de nulle part. Elle rentre dans le diner pour tenter de trouver de l’aide. Le serveur lui dit qu’elle n’aura pas de dépanneur avant le lendemain. Bo demande alors si elle peut trouver un motel à proximité. Le serveur lui répond que le seul endroit dans le coin est un centre de désintoxication, « la Retraite de Cedarwood » et qu’il s’agit d’un centre pour les personnalités riches. Un des membres de la famille du serveur y travaille et Bo n’a aucune chance de pouvoir y dormir car une personnalité a privatisé les lieux pour la semaine. 
Bo comprend donc qu’il s’agit surement de Mazey. Elle appelle Hector qui vient la chercher en moto pour rejoindre la Retraite de Cedarwood. Le lieu est sécurisé et ils sont surpris d’être rejoints par deux autres paparazzis. Ils ont suivi Hector grâce à un traceur GPS sur sa moto. 
Les quatre photographes parviennent à rentrer dans l’enceinte en rampant sous la clôture. Ils retrouvent l’homme qui a crevé les pneus de Bo et le Dr Babich, le médecin des stars, adepte de médecine alternative. Ces derniers sont en train de quitter les lieux. 
Les paparazzis finissent par trouver un chalet reculé et y voient Mazey enchainée dans un lit. Bo est la seule à se soucier du sort de l’actrice alors que les autres sont uniquement préoccupés par leurs clichés. Elle enfonce la porte pour porter secours à Mazey, pensant qu’elle a été enchainée pour la forcer à se sevrer par une méthode barbare. 
Bo brise les chaines de Mazey alors que la toxicomane leur hurle de quitter les lieux. Les photographes s’aperçoivent alors que Mazey était enchainée pour une autre raison : des rayons de lune percent les nuages et Mazey commence une métamorphose. La chose qu’elle avait renversée était en réalité une créature qui l’a mordue et depuis, elle se transforme en loup-garou. 
Bo et Hector prennent rapidement la fuite tandis que leurs collègues restent pour continuer de photographier Mazey qui est maintenant sous sa forme de loup. Ils se font tous les deux dévorer, Hector parvient tout de même à récupérer l’appareil-photo de l’un d’eux. 
Ils fuient en moto mais doivent continuer à pied après avoir chuté. Ils parviennent à regagner le diner où ils retrouvent le serveur et le shérif qui est sur place pour manger. 
Leur affolement interpelle les clients et stresse le shérif qui n’a pas le temps d’appeler des renforts avant l’arrivée de Mazey. Hector et le shérif se font tuer et dans sa lutte, le shérif tire involontairement sur le serveur qui meurt aussi. Bo reste cachée sous une table et le pistolet du shérif arrive à proximité. Elle s’en saisit et tire sur la bête de justesse. 

### Épisode 5:Demon 79
- France : juin 2023 sur Netflix

- Anjana Vasan (VF : Mélissa Berard) : Nida Huq
- Paapa Essiedu (VF : Mike Fédée) : Gaap
- Katherine Rose Morley (VF : Julia Boutteville) : Vicky
- David Shields (VF : Olivier Chauvel) : Michael Smart

À la fin des années 1970, Nida Huq est une jeune femme d’origine indienne qui vit dans une petite ville anglaise. Elle travaille comme vendeuse de chaussures chez Possetts, un magasin de prêt-à-porter. Sa vie est très monotone et elle se laisse martyriser par Vicky, une collègue tyrannique. 
De temps à autre, Nida s’imagine tuer Nicky ou d’autres personnes qui la malmènent au quotidien. Elle a notamment une envie de meurtre lorsque Keith Holligan vient acheter des chaussures. Ce dernier est un homme répugnant qui a tué sa femme en l’étranglant il y a plusieurs années. 
Un jour, alors que Nida est victime d’une nouvelle vacherie de Nicky, elle est forcée par son patron de manger dans le sous-sol de Possetts, sous prétexte que l’odeur de son déjeuner dérange sa collègue. Nida s’exécute et mange dans l’ancien bureau du directeur qui sert désormais de débarras. 
Elle trouve des articles de journaux relatant trois meurtres et se coupe en fouillant dans un tiroir. Une goutte de sang touche alors une petite pièce de bois gravé d’un symbole. 
Le soir, en rentrant chez elle, Nida s’aperçoit que le morceau de bois parle : il s’agit en fait d’un talisman qui contient un démon nommé Gaap. Le démon l’apeure initialement mais finit par prendre la forme d’un des membres du groupe Boney M pour la rassurer. Gaap lui explique que la goutte de sang a activé le talisman et que Nida va devoir tuer trois êtres humains en 3 jours afin d’éviter l’apocalypse. Nida n’y croit pas et Gaap lui montre une vision de la catastrophe qui l’attend si elle n’obéit pas. 
La jeune femme fuit son appartement pour tenter d’échapper à Gaap mais il la suit sans problème avec ses pouvoirs. Nida se retrouve dans une petite allée au bord d’un canal et parle à Gaap, qu’elle est la seule à pouvoir voir (passant pour une folle puisqu’elle semble parler seule). Tim Simons, un homme promenant son chien, arrive sur les lieux et demande à Nida si elle a besoin d'aide. Gaap pousse alors Nida à commettre son premier meurtre. Il met une brique dans la main de Nida et argumente en disant que Tim viole régulièrement sa fille. Nida s’exécute et frappe Tim au visage, ce dernier tombe mort dans le canal. 
Le lendemain, la police est informée de la disparition de Tim. Len Fisher est l’inspecteur en charge de l’enquête. Gaap passe la journée à rappeler à Nida qu’elle doit choisir une nouvelle victime. Le soir venu, Gaap pousse Nida à se rendre dans un bar pour boire un verre pour se détendre et trouver une nouvelle victime. 
Elle s’y rend avec un marteau dans son sac et y voit Keith. Elle le choisit au vu de son passé de criminel. Nida suit Keith lorsqu’il sort du bar et fait mine de vouloir coucher avec lui. Il l’emmène chez lui et elle le tue avec le marteau après une longue hésitation. 
Quand elle tente de sortir, Chris, le frère de Keith rentre à la maison. Elle est forcée de le tuer puisqu’il est témoin de sa présence sur la scène de crime. Nida s’enfuit enfin et pense avoir terminé son devoir envers le talisman. 
Gaap lui apprend malheureusement que Keith ne compte pas car les meurtriers ne sont pas comptés. Il explique aussi à Nida que si elle ne réussit pas sa mission, il sera forcé de passer l’éternité dans le néant. 
Le lendemain, Nida part travailler et doit encore fournir un dernier cadavre. Elle choisit Michael Smart, le candidat au poste de député pour le parti conservateur. Ce dernier vient s’acheter des chaussures et Gaap lui montre son futur : Michael ne révèle pas ses véritables opinions politiques et attend d’être au pouvoir pour mener une politique raciste de grande terreur. Elle élabore un plan pour le tuer dans la soirée, après un de ses meetings de campagne. 
Parallèlement, Len poursuit l’enquête sur la disparition de Tim qui a été retrouvé dans le canal. La deuxième scène de crime est également découverte. Len se rend donc au pub où Keith a été vu pour la dernière fois. Nida a également été reconnue dans le bar par la femme du patron, une cliente de Possetts. 
En rentrant du travail, Nida prépare le meurtre de Michael mais est interrompue par Len qui toque à sa porte pour l’interroger. Nida avoue avoir été au bar mais dit ne pas connaitre Keith. L’interrogatoire se termine et Len s’en va mais ne l’a pas crue. 
Nida part rapidement pour intercepter Michael avant minuit et Len la suit. Gaap prévient Nida qu’elle est suivie. Nida arrive alors que Michael finit son meeting. Il quitte la salle en voiture, suivi par Nida, elle-même toujours suivie par Len. 
Michael et Nida passent de justesse à un passage ferroviaire, semant Len qui n’a pas le temps de passer. 
Nida percute la voiture de Michael, lui faisant perdre le contrôle du véhicule qui termine sa course dans un arbre mais Michael n’est pas mort. Nida est donc obligée de sortir de son véhicule et de finir son meurtre au marteau. 
C’est alors que Len arrive sur les lieux et arrête Nida. Il la ramène au commissariat où elle est interrogée. Elle explique ses motivations et met en garde les policiers sur l’apocalypse qui va se produire dans les minutes à venir. Évidemment, personne ne la croit, d’autant plus que le talisman qu’elle avait dans la poche s’est transformé en domino. 